# Poslednij zaboj
Poslednij zaboj (Последний забой) è un film del 2006 diretto da Sergej Bobrov.

## Trama
Il film racconta di tre minatori che hanno intenzione di farsi saltare in aria in una miniera, sperando che la loro famiglia riceva un risarcimento in denaro per questo e sarà in grado di risolvere i loro problemi.